# L'assassina
L'assassina (악녀, Ak nyeo), successivamente reintitolato The Villainess - Professione assassina, è un film del 2017 diretto da Jung Byung-gil.

## Trama
Dopo essere stata allevata in Cina dalla medesima organizzazione criminale responsabile della morte di suo padre, e addestrata per diventare una "macchina per uccidere", la giovane Sook-hee sogna di potersi vendicare dei propri aguzzini e iniziare una nuova vita. In seguito a una missione particolarmente pericolosa, viene ritenuta da tutti morta; in realtà il suo corpo agonizzante viene prelevato da un distaccamento dei servizi segreti coreani, guidati dall'ambiziosa e algida Kwon. Quest'ultima offre alla ragazza l'occasione di cambiare completamente identità mediante un'operazione chirurgica, ed essere una "cellula dormiente" al servizio del governo.
Sook-hee, con l'identità di Chae Yeon-soo, si trasferisce così a Seoul, per intraprendere come copertura la professione di attrice teatrale. Nel frattempo, si innamora del proprio vicino di casa, Lee Joong-sang, con il quale deciderà poi di sposarsi; solo dopo scoprirà che in realtà anche lui era un agente sotto copertura, e che il loro incontro non era stato minimamente casuale. Sebbene l'accordo iniziale con Kwon avesse previsto dieci anni di lavoro come "assassina governativa" per poter poi avere in cambio la libertà, Sook-hee decide di farsi giustizia da sola. Dopo essersi vendicata sia delle persone che l'avevano rapita sia delle persone che l'avevano abusata viene infine arrestata dalla polizia, fatto al quale risponde con un ghigno beffardo.

## Distribuzione
La pellicola è stata presentata in anteprima al Festival di Cannes, dove ha ricevuto una standing ovation di quattro minuti. Nella Corea del Sud, è stata distribuita da Next Entertainment World a partire dall'8 giugno 2017; in Italia è stata distribuita da Netflix, mentre la prima televisiva è avvenuta in occasione del ciclo Missione Estremo Oriente il 27 novembre 2020 su Rai 4, con un nuovo titolo: The Villainess - Professione assassina.

### Edizione italiana
Il doppiaggio de L'assassina è stato effettuato presso la Nexus Tv di Cologno Monzese (Milano), con la direzione di Elda Olivieri. La traduzione è di Annalisa Neri, mentre i dialoghi italiani sono di Elda Olivieri e Manuela Del Grosso; il fonico di doppiaggio è Valerio Palermo.